# Augusta Treverorum
Augusta Treverorum (il cui significato latino era di "città di Augusto, nel paese dei Treveri") fu una città romana fondata sulle sponde del fiume Mosella nel territorio della tribù gallica dei Treveri della Gallia Belgica (oggi Treviri, in Germania). In epoca imperiale la popolazione ammontava a circa 80 000 abitanti, tanto che Augusta Treverorum era considerata la più grande città a nord delle Alpi.
Dal 1986 i resti della città, tra cui il ponte, fanno parte del patrimonio mondiale dell'UNESCO.

## Storia

### Prima dei Romani
I primi insediamenti nei pressi della futura città di Treviri sarebbero da attribuire alla Cultura della ceramica lineare, fin dall'Età del ferro lungo la valle della Mosella. E sembra proprio che il primo ponte romano sul fiume fu costruito attorno al 17 a.C., sito di un probabile guado.
Alla fine degli anni della cultura di La Tène sembra vi fossero alcuni insediamenti sparsi sulla riva destra della Mosella. Una loro concentrazione è stata indagata archeologicamente in un'area compresa tra il fiume, St. Irminen, Ostallee e Gilbert Straße.
I centri più importanti di questo periodo dell'area, sorti attorno alla valle, del popolo omonimo dei Treveri si trovaveno sulle vicine colline (oppida) a: Titelberg in Lussemburgo, a Castellberg presso Wallendorf, a Ringwall von Otzenhausen e Martberg.
Il piccolo insediamento potrebbe essere, quindi, sorto alcuni anni dopo la conquista romana della Gallia ad opera di Gaio Giulio Cesare, forse nei pressi di un primo insediamento militare che controllava tutta la vicina vallata a Petrisberg. Pochi sono però i reperti archeologici trovati, tra cui terra sigillata aretina e un frammento di legno databile al 30 a.C. circa, forse in stretta connessione con la costruzione della strada che Marco Vipsanio Agrippa ordinò di realizzare durante il suo primo governo della provincia delle Gallie negli anni 39-38 a.C.

### Augusto e i Giulio-Claudi

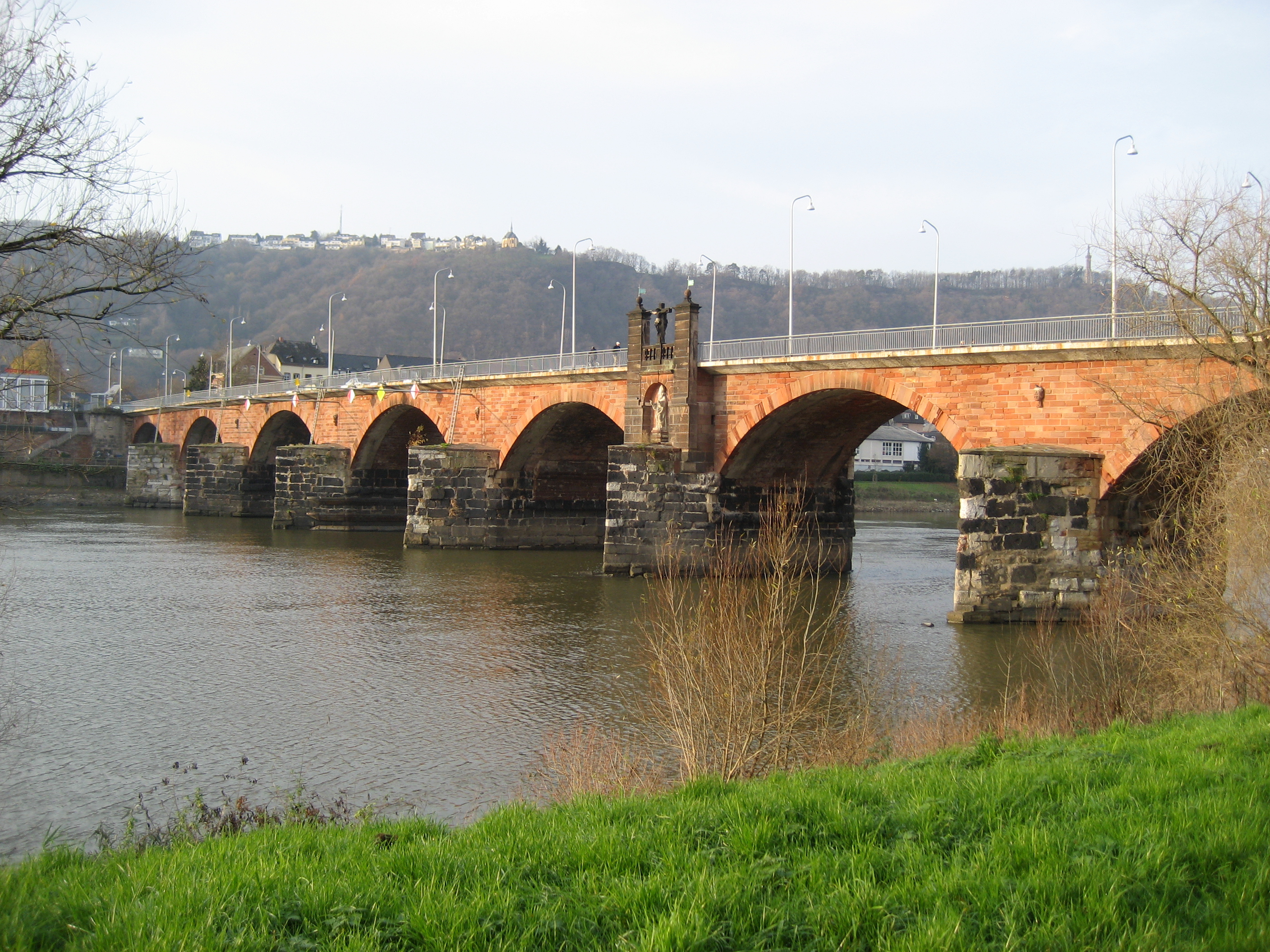
Il ponte romano di Treviri, costruito da Claudio.

Sembra che Augusta Treverorum fu fondata da Augusto nel corso del suo soggiorno in Gallia nell'anno 16 a.C., nei pressi di un insediamento militare che sembrerebbe risalire al 30 a.C. circa. La data esatta non può essere stabilita dalle fonti storiche del momento, bensì da una serie di circostanze che si verificarono in quei decenni. Sappiamo infatti che:
- la prima riorganizzazione delle province galliche sotto Augusto, avvenne nel 27 a.C., con l'inizio di un primo censimento; nel 12 a.C. fu fondato a Lugdunum (l'odierna Lione) un Altare di Roma e Augusto (Ara trium Galliarum) al termine del censimento. È in questo lasso di tempo che va ricercata la creazione della città di Augusta Treverorum  (Treveri).[3]
- Il secondo periodo in cui Marco Vipsanio Agrippa fu governatore delle Gallie fu nel 19 a.C.
- In Gallia lo stesso Augusto vi soggiornò dal 16 al 13 a.C.[4]

La città divenne capoluogo della provincia romana della Gallia Belgica e colonia romana sotto l'imperatore Claudio. Questo fa di Treviri una delle città in assoluto più antiche del territorio tedesco.

#### Archeologia del periodo giulio-claudio
A questo primo periodo romano apparterrebbero i primi reperti archeologici. Sono stati infatti trovati i pali di fondazione del primo ponte in legno sulla Mosella. Essi mostrano che fu costruito negli anni 18/17 a.C. Frammenti di una monumentale iscrizione sono stati poi rinvenuti, relativamente ai nipoti di Augusto, Lucio Cesare e Gaio Cesare, morti rispettivamente nel 2 e nel 4. Ciò indicherebbe che entro la fine del regno di Augusto alcune strutture urbane erano già state edificate, dal momento che un'iscrizione del genere è concepibile solo in luoghi pubblici (Forum?) con la funzione di un luogo centrale cittadino.
Augusta Treverorum crebbe, quindi, in popolazione e prosperità, come i ritrovamenti archeologici di tombe e corredi funerari dimostrano. Questo perché la città era al centro di una via commerciale che univa l'Italia con la Renania, dove erano presenti numerosi fortezze legionarie e di truppe ausiliarie del vicino limes renano. Fu grazie all'ampliarsi del commercio (grazie ad artigianato ed agricoltura locale) che Claudio decise di costruire un ponte in pietra sopra la Mosella, a dimostrazione di un raggiunto buon livello di prosperità dell'area urbana.
La città continuò ad espandersi nel I secolo in modo considerevole. Sorsero così numerosi abitati (insulae) a nord del centro, in una "griglia stradale" a forma rettangolare che misuravano 70-100 metri di larghezza e 100 di lunghezza. Al centro della città, a metà tra il decumano massimo ed il cardo massimo, vi era il forum (piazza principale), che fu ampliato poi da Vespasiano, fino a misurare 140 x 278 metri. A sud del centro urbano, alla periferia della città, soprattutto nei pressi della Mosella, sorsero tutta una serie di officine per la produzione di ceramica (terra sigillata) e numerose altre imprese artigiane, che si servivano del vicino corso d'acqua per il trasporto merci. Oltre alle ceramiche di cui sopra, vi erano fabbriche tessili, impianti di lavorazione dei metalli e impianti di produzione di prodotti in vetro. Erano inoltre estratte buone quantità di argento, oro ed altri metalli della zona. A 100 anni dalla sua fondazione, si poteva ritenere che Augusta Treverorum fosse la più ricca città dell'intera Gallia Belgica.

### Dai Flavi al II secolo

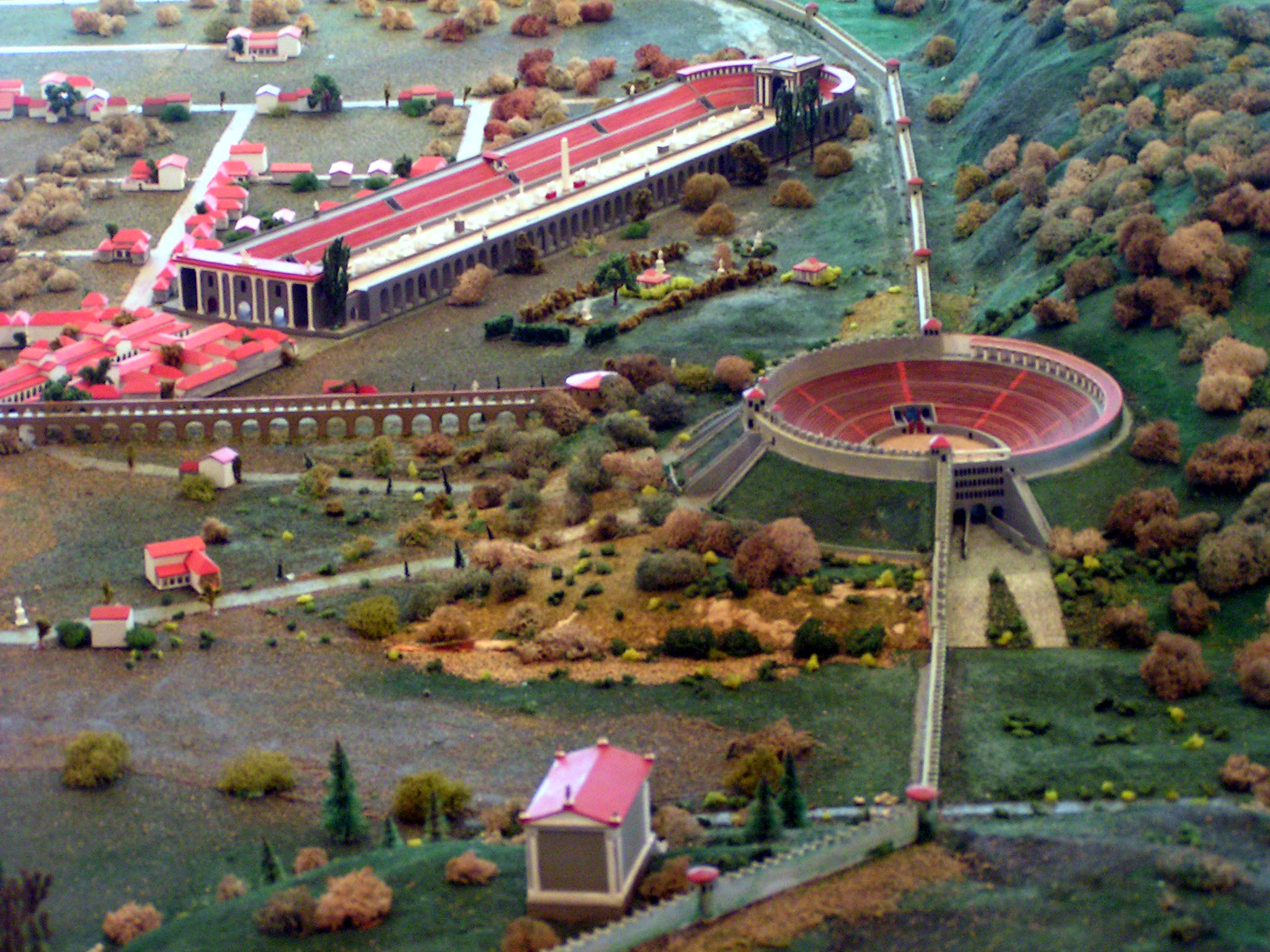
Ricostruzione ideale dell'anfiteatro romano di Augusta Treverorum e del vicino ippodromo, quest'ultimo databile agli inizi del IV secolo.

Durante la crisi del 68-69 Augusta Treverorum decise di sostenere dopo Galba e Vitellio un'alleanza con i popoli dei Lingoni e dei Batavi con la prospettiva di tornare ad essere una città indipendente dall'Impero romano, ma la rivolta che ne scaturì fu soffocata nel sangue dalle truppe di Quinto Petilio Ceriale che si erano schierate dalla parte del nuovo princeps, Vespasiano (69-70). La città sembra sia stata risparmiata dal saccheggio delle truppe romane e lo storico Publio Cornelio Tacito non aggiunge nulla riguardo alle sanzioni che avrebbero potuto esserle somministrate come conseguenza della rivolta, anche se nel 69 vi sarebbe stato un grosso incendio in città. E sembra anche che in questo periodo non vi fossero ancora mura difensive.

#### Archeologia del periodo dai Flavi agli Antonini
Augusta Treverorum attorno all'anno 100 era una città opulentissima, sufficientemente grande, seppure non densamente popolata, soprattutto nella sua parte meridionale. Il foro risalirebbe invece alla seconda metà del I secolo. E sempre al I secolo risalirebbero le prime terme (costruite nell'80 circa), un teatro ed l'anfiteatro (la cui arena era di 70,5 × 49 metri) che, attorno al 100, sostituì le panchine di legno con strutture in pietra, e che poteva contenere circa 18 000 spettatori. Ciò dimostra chiaramente quanto fosse ormai divenuta importante la città, in concorrenza con le vicine città di Castra Vetera e Colonia Claudia Ara Agrippinensium.
E verso la fine del II secolo (tra il 170 ed il 180) in seguito alla prima ondata di invasioni da parte delle genti germaniche d'oltre Reno potrebbe essere stata iniziata la costruzione di una cinta muraria tutta intorno alla città. Di quest'opera rimarrebbe a sua testimonianza la cosiddetta Porta Nigra costruita come porta nord (sempre che non sia del periodo tetrarchico), con pietra proveniente dalle cave della zona che però rimase incompiuta. Le mura misuravano ben 6.418 metri di lunghezza, racchiudendo al suo interno un'area di 285 ettari. Le mura furono costruite con scisti, ciottoli e malta internamente, mentre all'esterno arenaria e blocchi di pietra calcarea. Le mura si ergevano in altezza per 6,20 metri, in profondità nel sottosuolo per 3 metri ed erano larghe fino a 4 metri. L'intero perimetro era, inoltre, accompagnato da un totale di 48-50 torri. E sempre nel II secolo (tra il 144 ed il 155), l'Imperatore Antonino Pio ordinò la costruzione di un nuovo e più robusto ponte sul Reno, accanto al vecchio di Claudio.

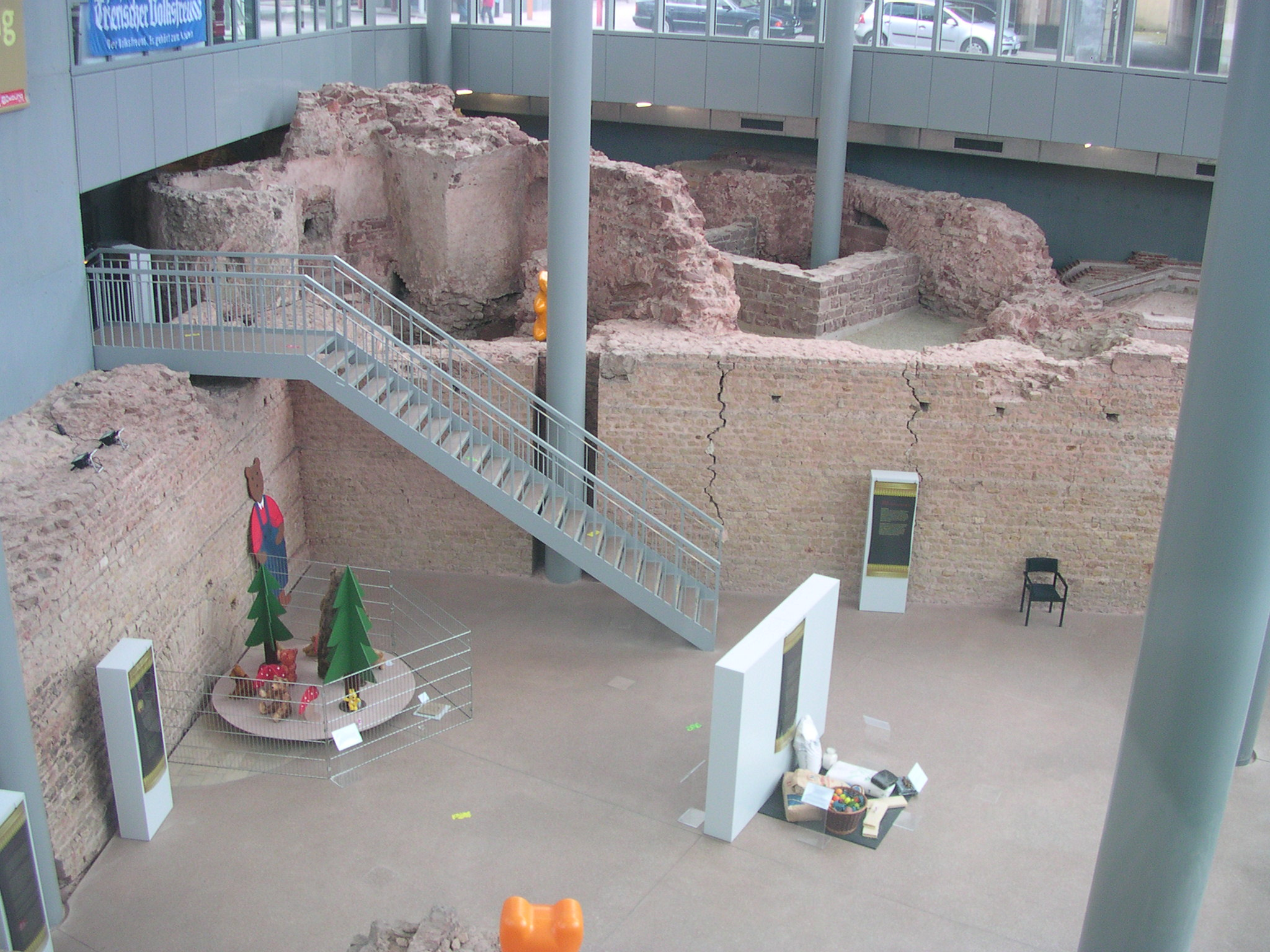
Le terme romane
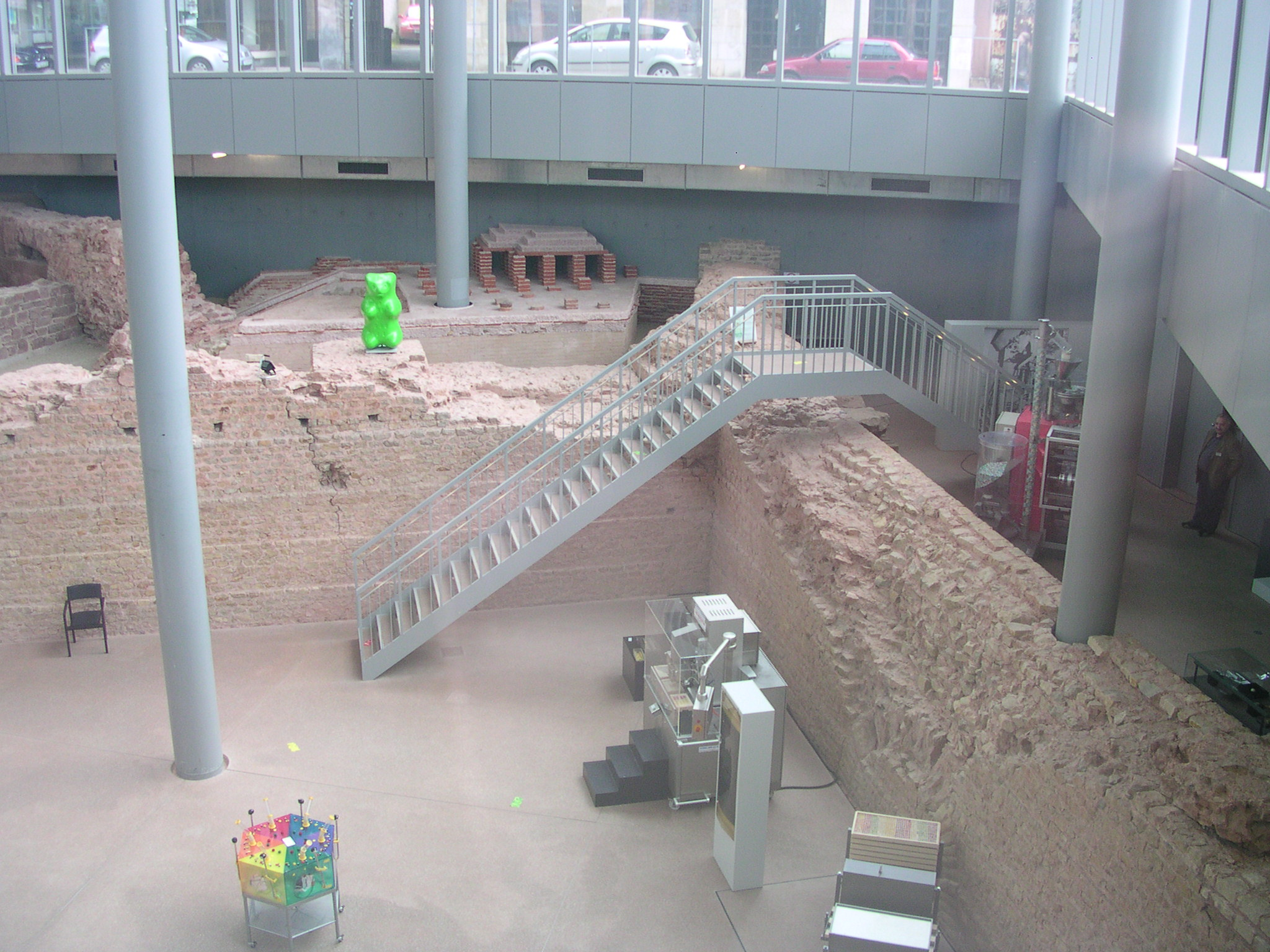
Le terme romane
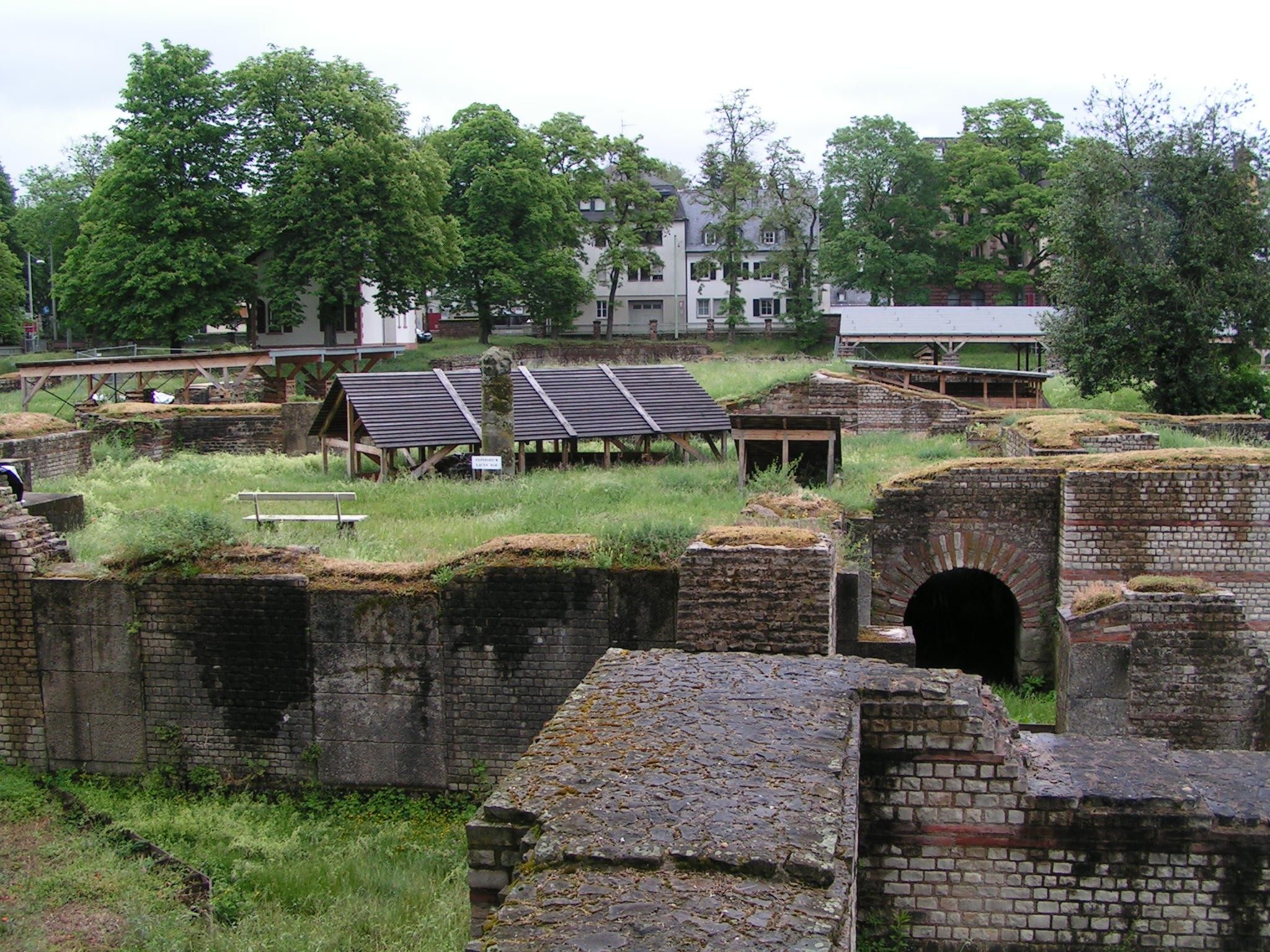
Le terme Barbara
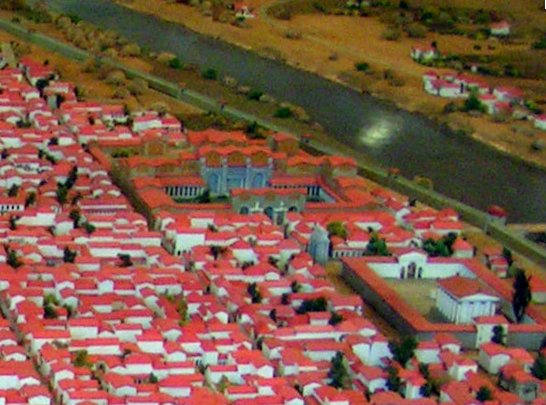
Modellino delle terme di Barbara
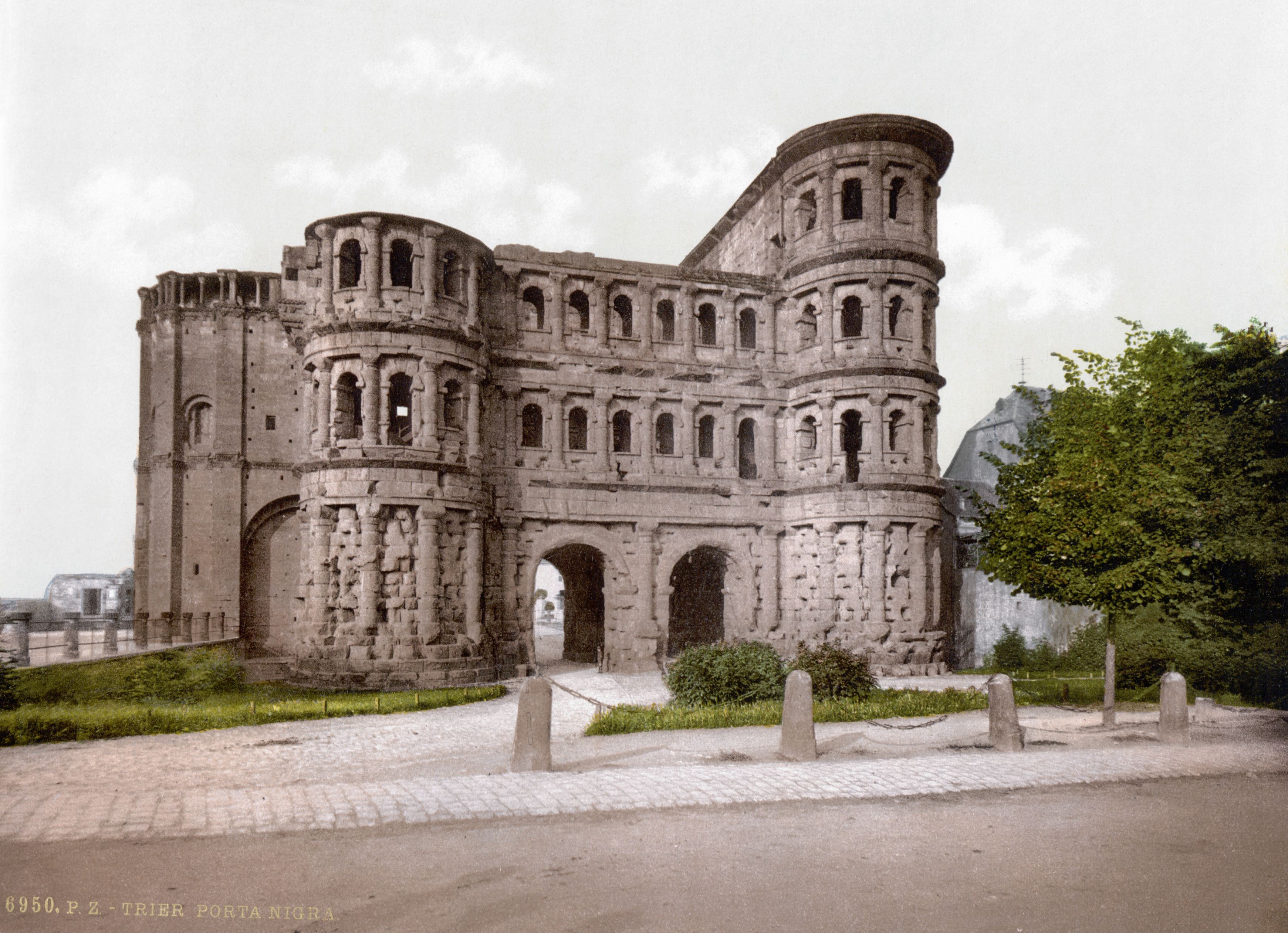
La Porta Nigra
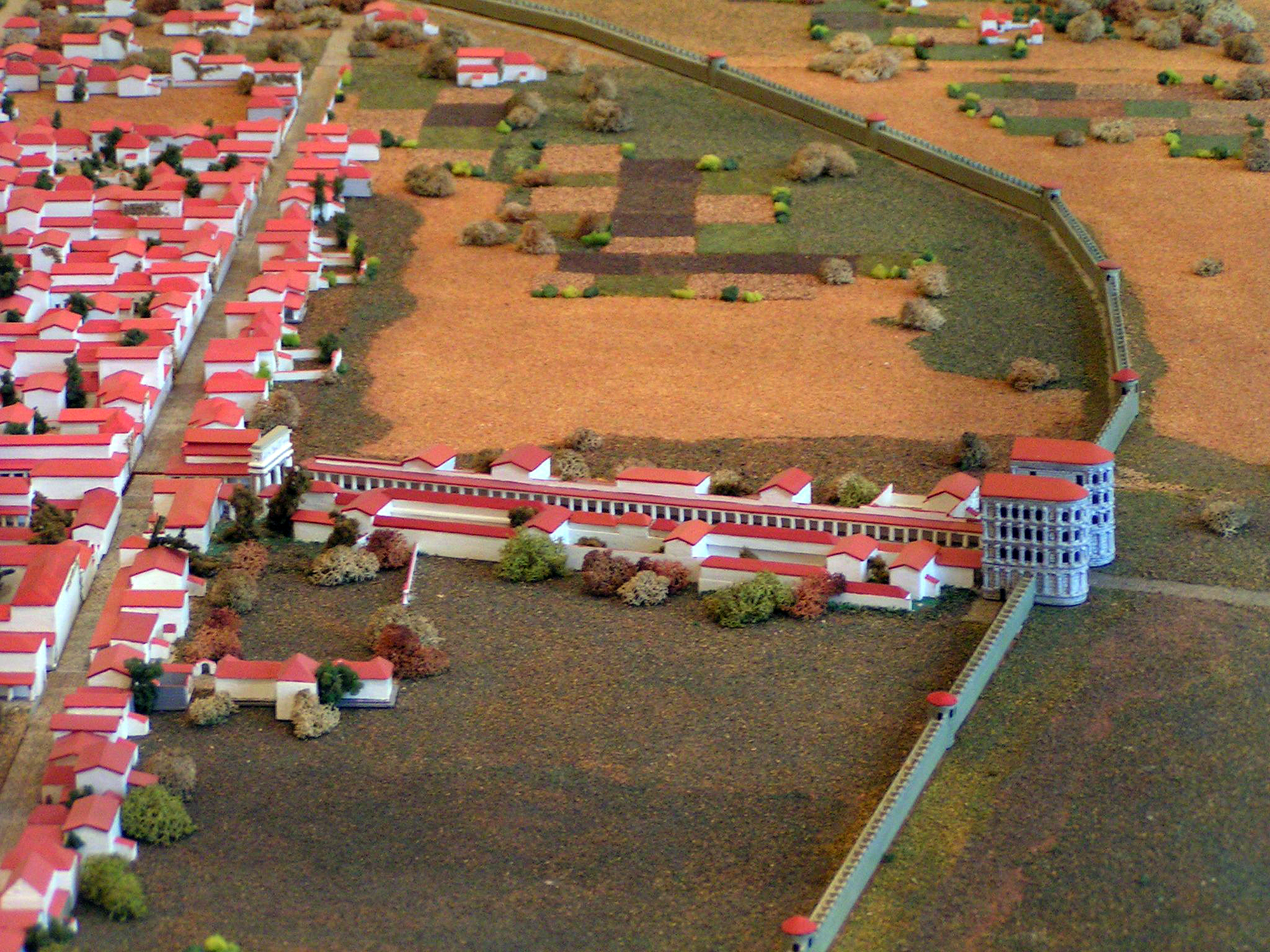
Modellino della Porta Nigra
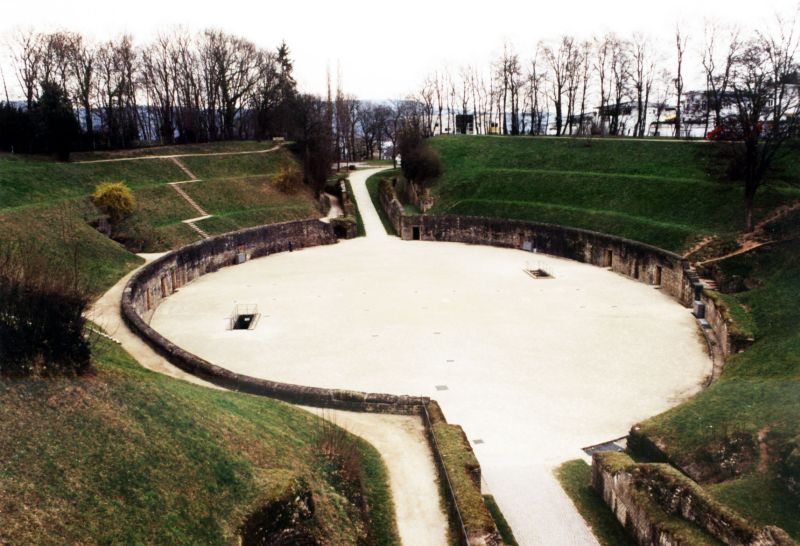
Rovine dell'anfiteatro romano
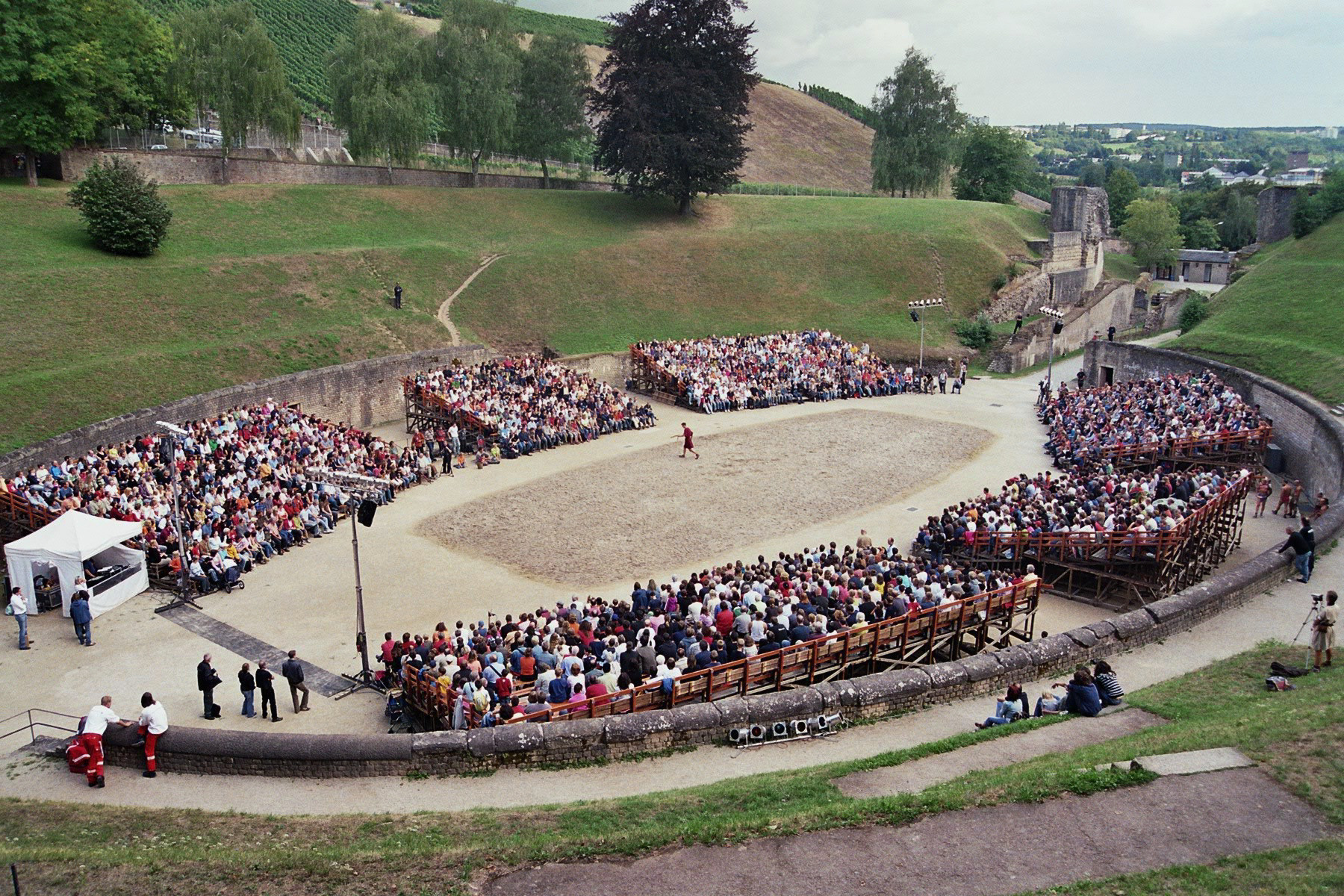
L'anfiteatro antico

### Terzo secolo

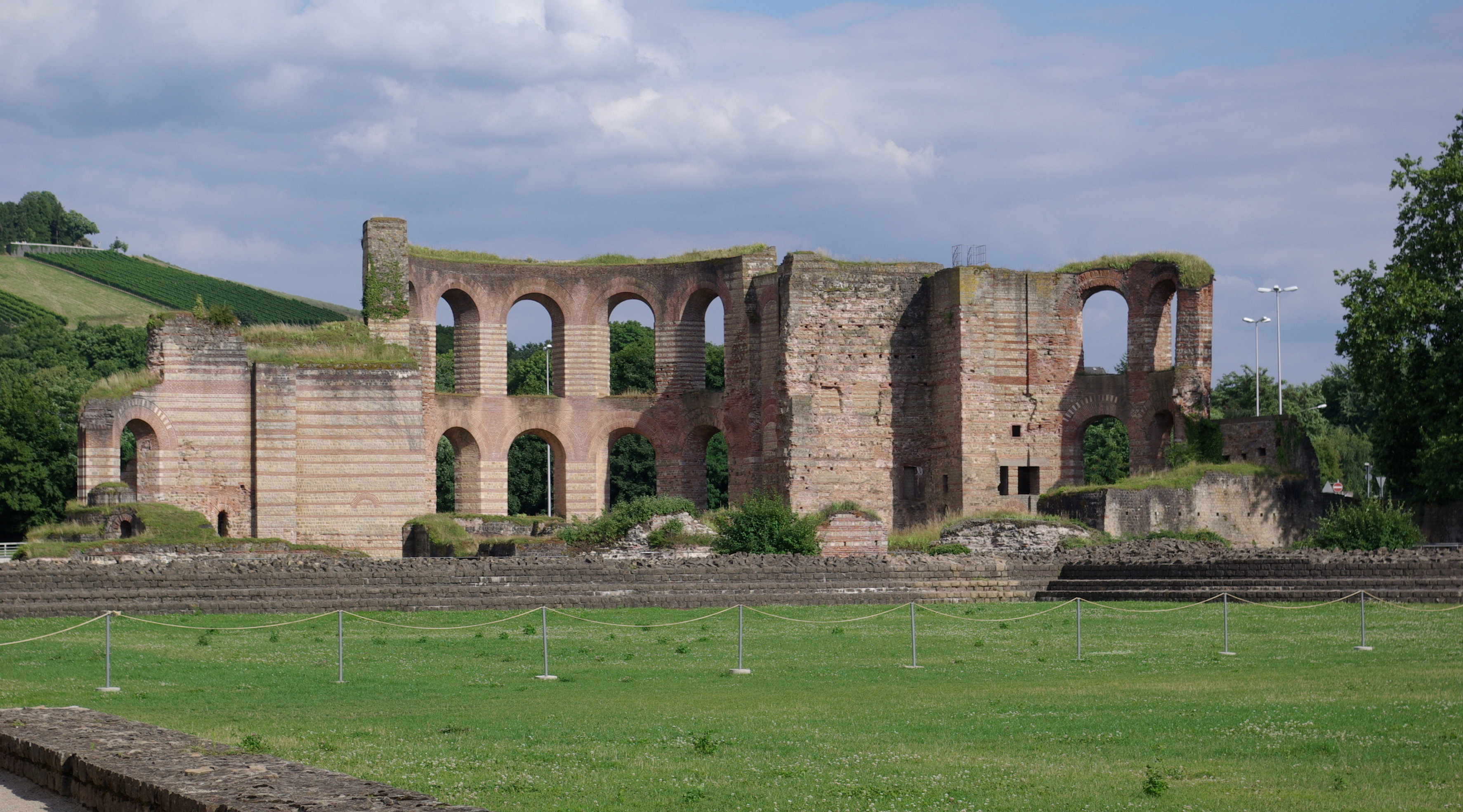
Rovine del complesso termale imperiale di Treviri voluto da Diocleziano.

Il III secolo risulta un periodo assai turbolento, dove fin dal suo inizio fecero irruzione oltre i confini delle due Germanie le confederazioni degli Alemanni e dei Franchi spesso sottoponendo Augusta Treverorum al rischio di essere posta sotto assedio. Nel 233 sappiamo infatti che il limes germanico-retico fu attaccato pesantemente dagli Alemanni. La difesa di questo tratto di frontiere potrebbe essere stata affidata proprio al futuro imperatore Marco Clodio Pupieno Massimo, il quale riuscì a respingere gli invasori barbari. Notevoli sono le testimonianze archeologiche delle distruzioni riportate in queste province nel corso delle incursioni, da Castra Regina a Pfünz fino ad Augusta Treverorum. Ancora nel 261 la città subì una nuova incursione di Alemanni, i quali inoltratisi lungo la Mosella fino a Metz, furono fermati dalle armate di Postumo. La controffensiva romana fu, infatti, condotta dall'ex-governatore, ora reggente dell'Impero delle Gallie, il quale ottenne una nuova "Victoria germanica".
Malgrado questi continui pericoli la città continuò a prosperare, sebbene molte villae dei suoi dintorni furono saccheggiate. A partire dalla seconda metà del III secolo fu, inoltre, sede vescovile (273) ed il primo vescovo fu Eucario, mentre fu capitale dell'Impero delle Gallie al tempo di Tetrico dal 271 al 274. Nel settembre 275 la Gallia fu invasa dai Franchi, che percorsero ancora una volta la valle del fiume Mosella e dilagarono nella zona dell'attuale Alsazia. Si racconta che oltre settanta città caddero nelle loro mani, e che solo quelle poche dotate di mura, come Augusta Treverorum, Colonia e Tolosa, scamparono alla devastazione ed al saccheggio.
Con il regime tetrarchico di Diocleziano divenne prima sede della Belgica Prima (attorno al 286) e poi la capitale del Cesare d'Occidente Costanzo Cloro, a partire dal 293 (che qui pose anche una zecca monetaria). Nel 288 le armate romane ottennero un nuovo successo sulle tribù germaniche come ci ricorda la quarta acclamazione di Diocleziano quale "Germanicus maximus", per i successi ottenuti dai generali di Massimiano sia sugli Alemanni (in un'azione combinata con lo stesso Diocleziano), sia sui Franchi. Massimiano era riuscito a catturarne il re dei Franchi Sali, Gennobaude, ed a ottenere la restituzione di tutti i prigionieri romani. A completamento dell'opera di pacificazione, dislocò alcuni Franchi nei territori circostanti Augusta Treverorum e Bavai.

#### Archeologia del III secolo
La città fu in questo periodo dotata di nuove possenti mura, di un palazzo imperiale (di cui rimane l'imponente basilica Palatina di Costantino degli inizi del IV secolo oltre al grande complesso termale), dotato anche di un ippodromo (costruito però al tempo di Costantino I). L'Imperatore Massimiano, Augusto d'Occidente iniziò la costruzione delle terme imperiali (poi completate da Costantino I), che sono considerate le più grandi dell'intera provincia delle Gallie, dove le sue pareti raggiungono ancora oggi i 19 metri di altezza del calidarium e che rimasero in funzione fino al termine del IV secolo, poi trasformate in caserma militare.

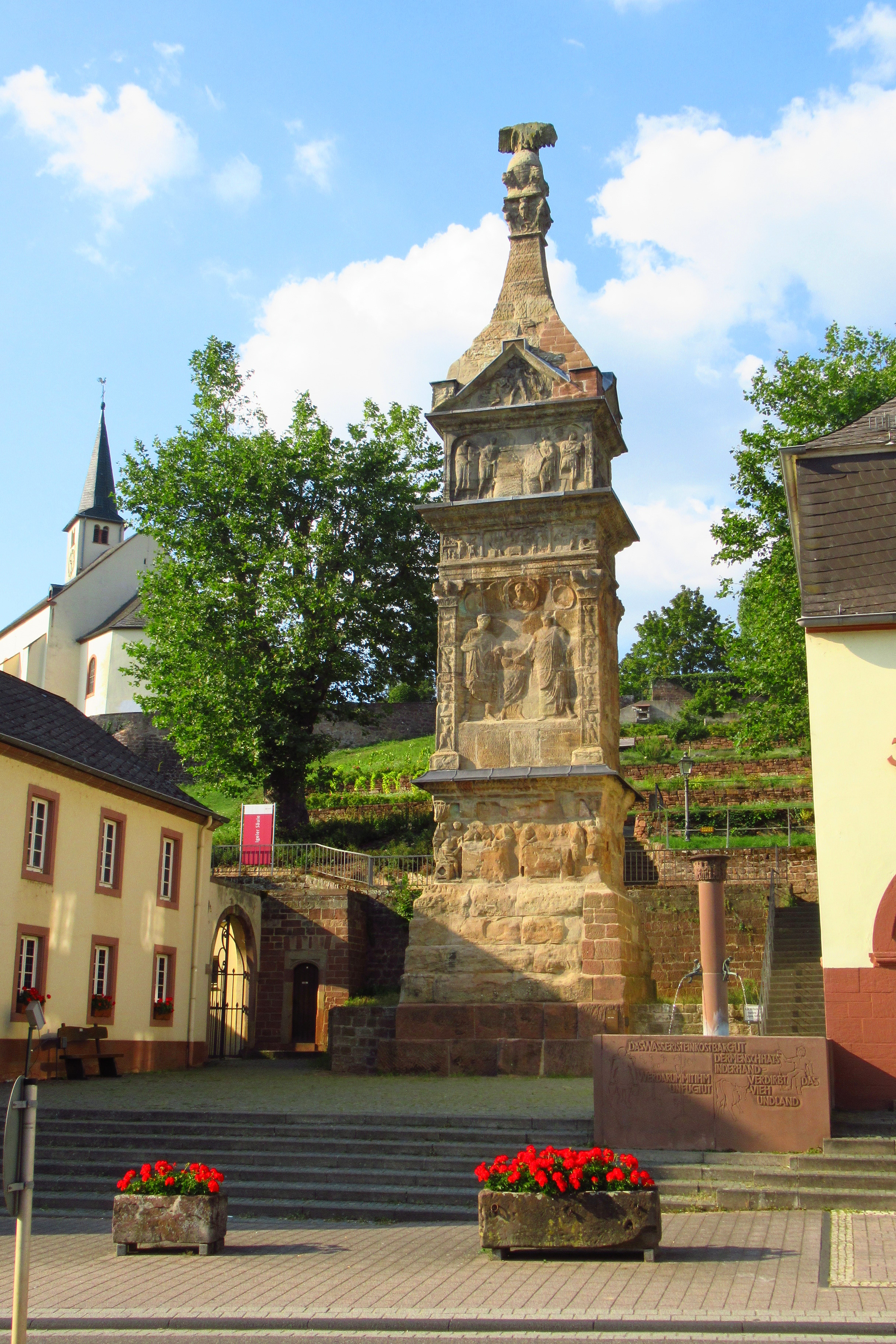
Tomba romana rinvenuta a Treveri, databile al 250 circa dei fratelli Lucius Secundinius Aventinus e Lucius Secundinius Securus.
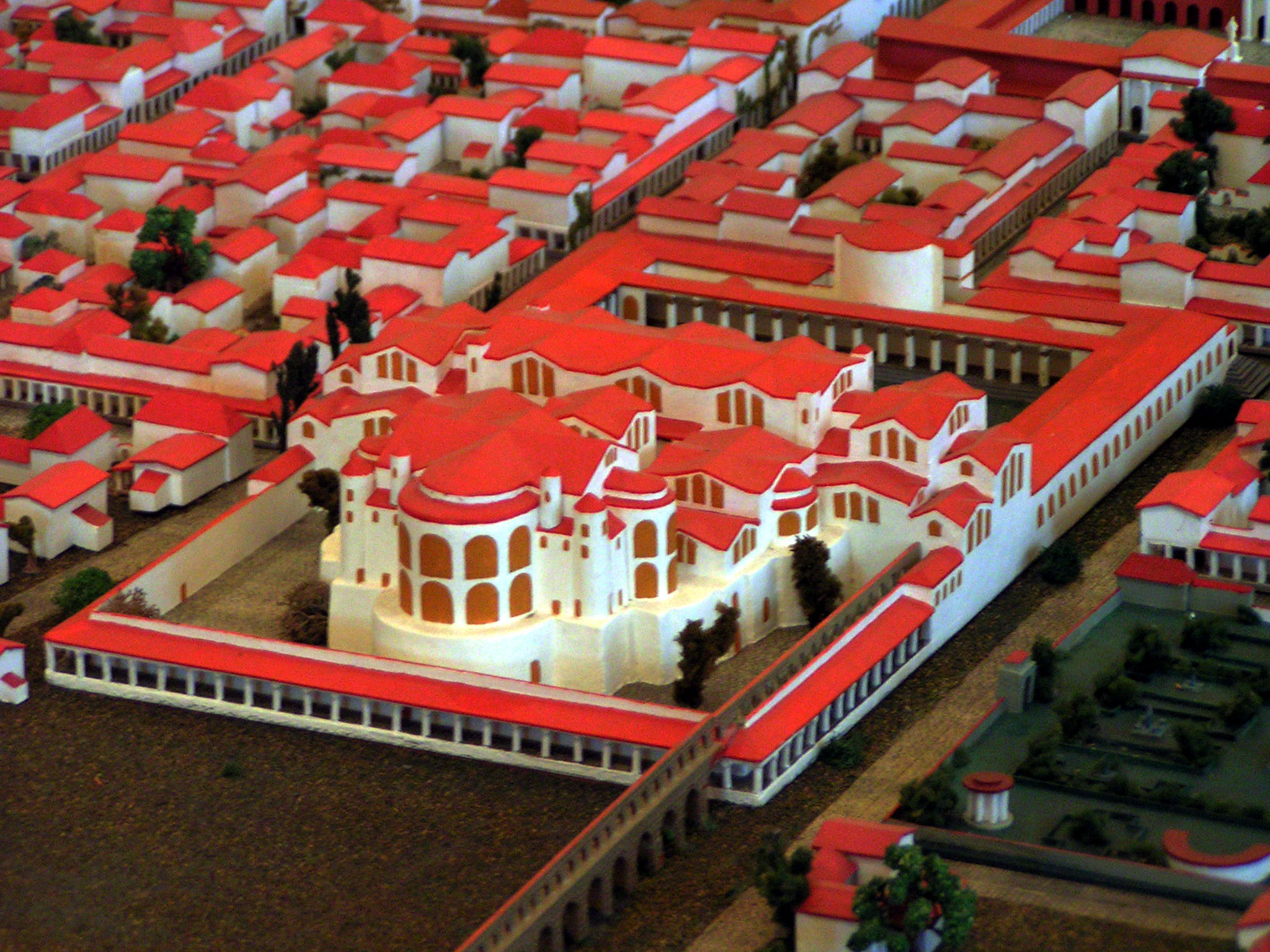
Modellino delle terme imperiali a Treviri.
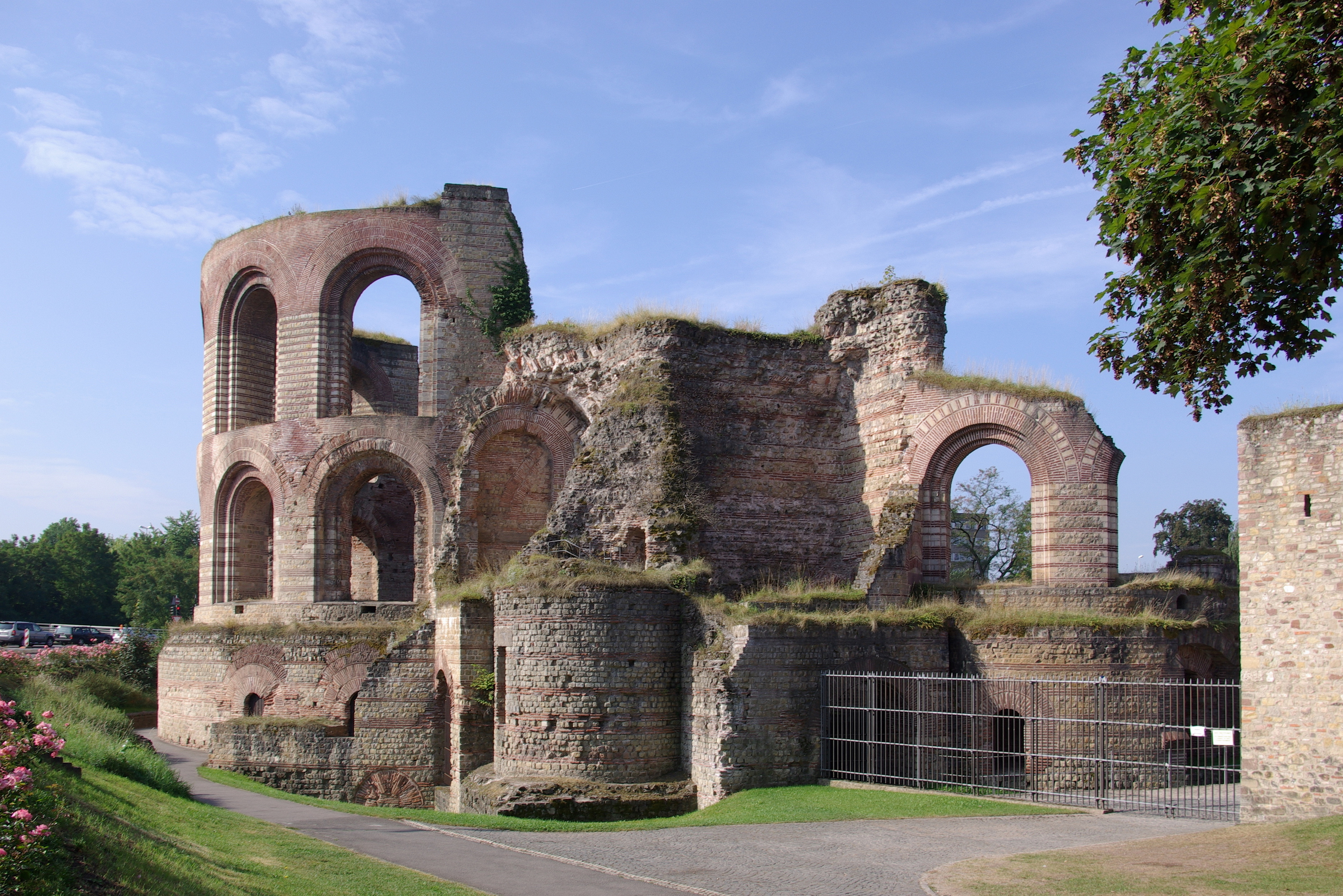
Rovine delle terme imperiali a Treviri.

### Il IV secolo

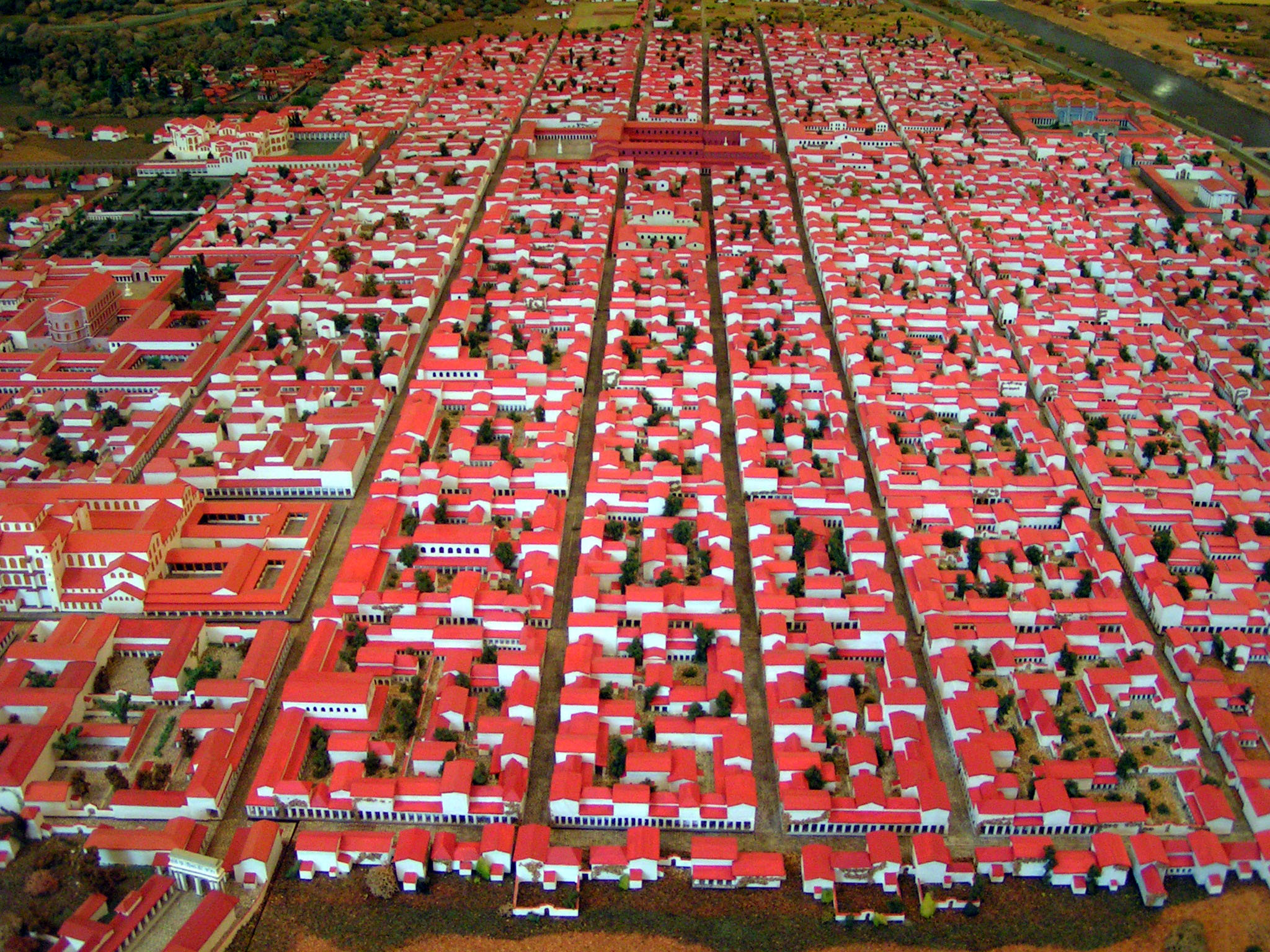
Plastico ricostruttivo della città di Augusta Treverorum in epoca romana.

Durante la prima parte del regno di Costantino, la città divenne sua residenza imperiale almeno dal 306 al 312, tanto da ribattezzarla: "la città di Roma del Nord". Egli fece ritorno ad Augusta Treverorum nell'autunno del 306, da dove le frontiere della Gallia, che erano tornate ad essere minacciate dalle popolazioni germaniche dei Franchi, sarebbero state meglio controllate. Qui rimase a difendere questo importante tratto di limes per i sei anni successivi, trasferendovi la propria corte imperiale e trasformandola nella propria capitale (di 80 000 abitanti), come risulta anche dall'imponente costruzione dell'Aula palatina, fatta erigere dal padre e completata da Costantino nel 310. Durante questi anni, non solo rafforzò le difese di questi territori contro le continue incursioni dei barbari, ma potenziò le armate alle sue dipendenze, aumentandone gli effettivi con la creazione di nuove legioni. Ancora una volta Costantino scelse Augusta Treverorum come suo quartier generale negli anni 314-315, al fine di meglio tenere sotto controllo il tratto di frontiera renana, mettendovi ordine ancora una volta contro le possibili incursioni di Franchi e Alemanni, oltre a continuare nelle sue opere di fortificazione.
La città fu ampliata e, oltre all'imponente aula Palatina fu costruito un grandioso impianto termale annesso al palazzo imperiale (complesso completato sotto Valentiniano I nel 370). A partire dal 318 fu sede della Prefettura del pretorio delle Gallie, una delle due nella parte occidentale dell'Impero. Dal 328 al 340 vi risiedette l'imperatore Costantino II. Nel 367 e poi ancora nel 370 Valentiniano I, respinse nuove incursioni di Franchi e Sassoni (anche lungo le coste della Britannia), stabilendo la propria residenza imperiale ad Augusta Treverorum. Fu ancora residenza imperiale sotto Graziano e Magno Massimo, almeno fino al 390, al tempo dell'imperatore Valentiniano II. Molte infine furono le personalità di quel periodo che trascorsero alcuni periodi della loto vita in questa città: Lattanzio (che qui morì nel 317), Decimo Magno Ausonio (attorno al 383) e Ambrogio (vescovo di Mediolanum) che nacque nella città della Gallia.

#### Archeologia del IV secolo
La basilica venne fatta costruire dall'imperatore romano Costantino I all'inizio del IV secolo (tra il 306 ed il 312) ed inizialmente era destinata a fungere da sala del trono. La grandezza e lo splendore della costruzione dovevano testimoniare il potere dell'autorità imperiale nella travagliata regione germanica. Non si conoscono le date di edificazione esatte, ma si è scoperto da scavi archeologici che le fondamenta vennero costruite su edifici preesistenti (forse la sede del procuratore imperiale), e che l'aula non si trovava isolata come lo è adesso, anzi faceva parte del quartiere del palazzo imperiale, con numerosi altri edifici.
E sempre a questo periodo sarebbe da attribuirsi la costruzione del grande ippodromo (che misurava quasi 500 metri in lunghezza), la cui datazione sarebbe attorno al 310. Il Circus era posizionato nella parte est della città. Posizionato nella zona est della città, aveva una capienza complessiva stimata in circa 50 000 persone, sedute lungo le sue gradinate.

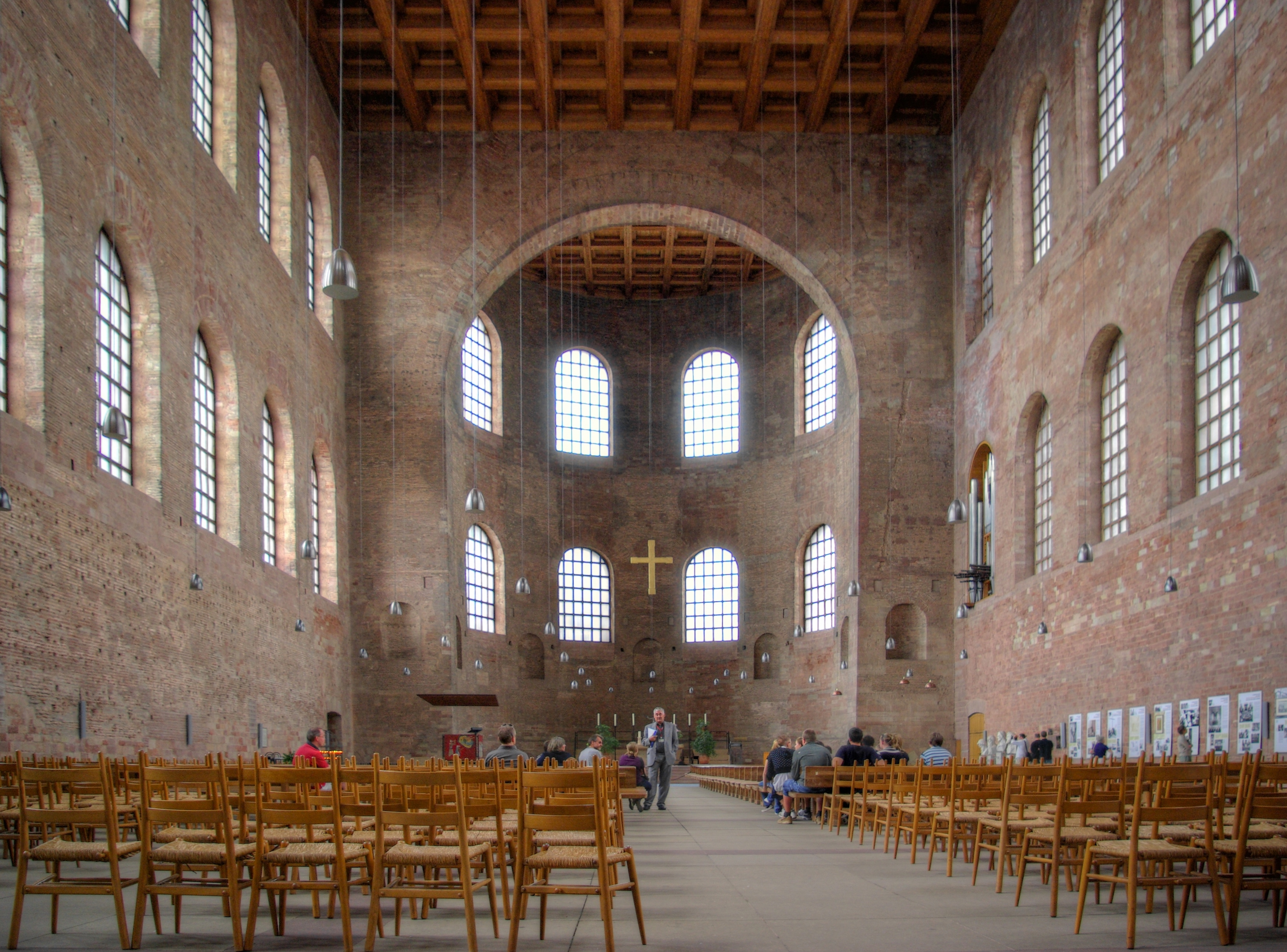
L'imponente navata interna della Aula Palatina, "sala del trono" del palazzo imperiale di Costantino I quando qui trasferì la sua capitale nel periodo 307-312.
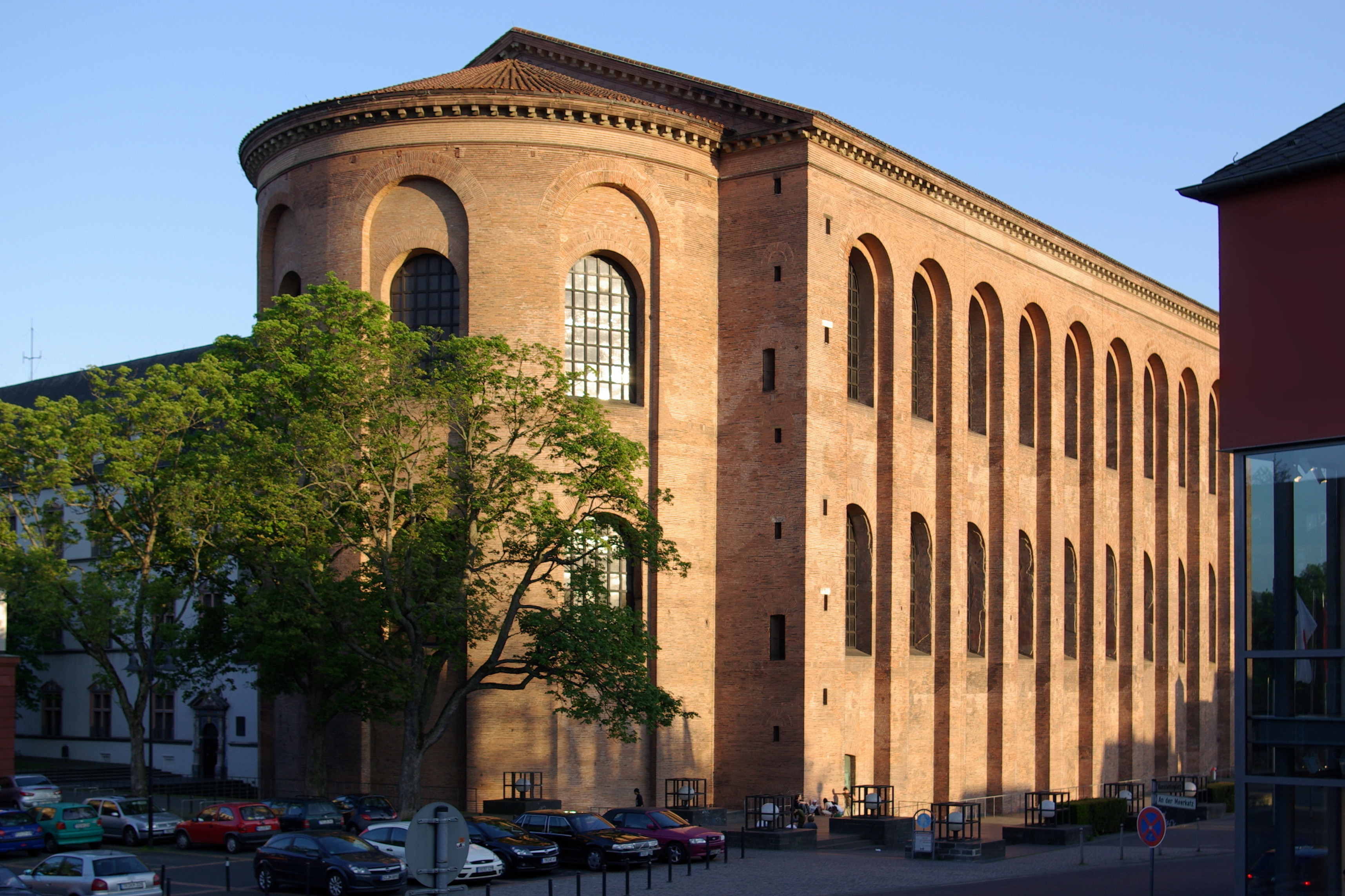
Esterno della basilica Palatina di Costantino.
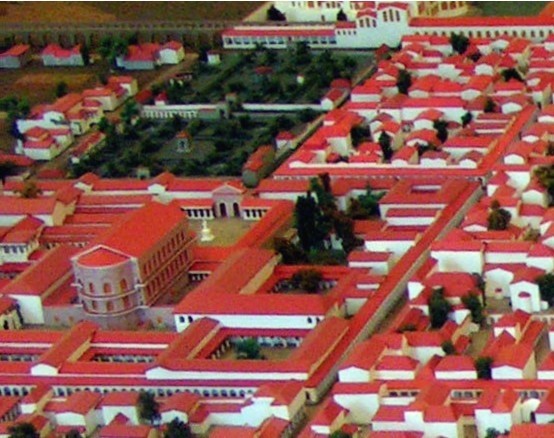
Modellino dell'antica basilica Palatina di Costantino.
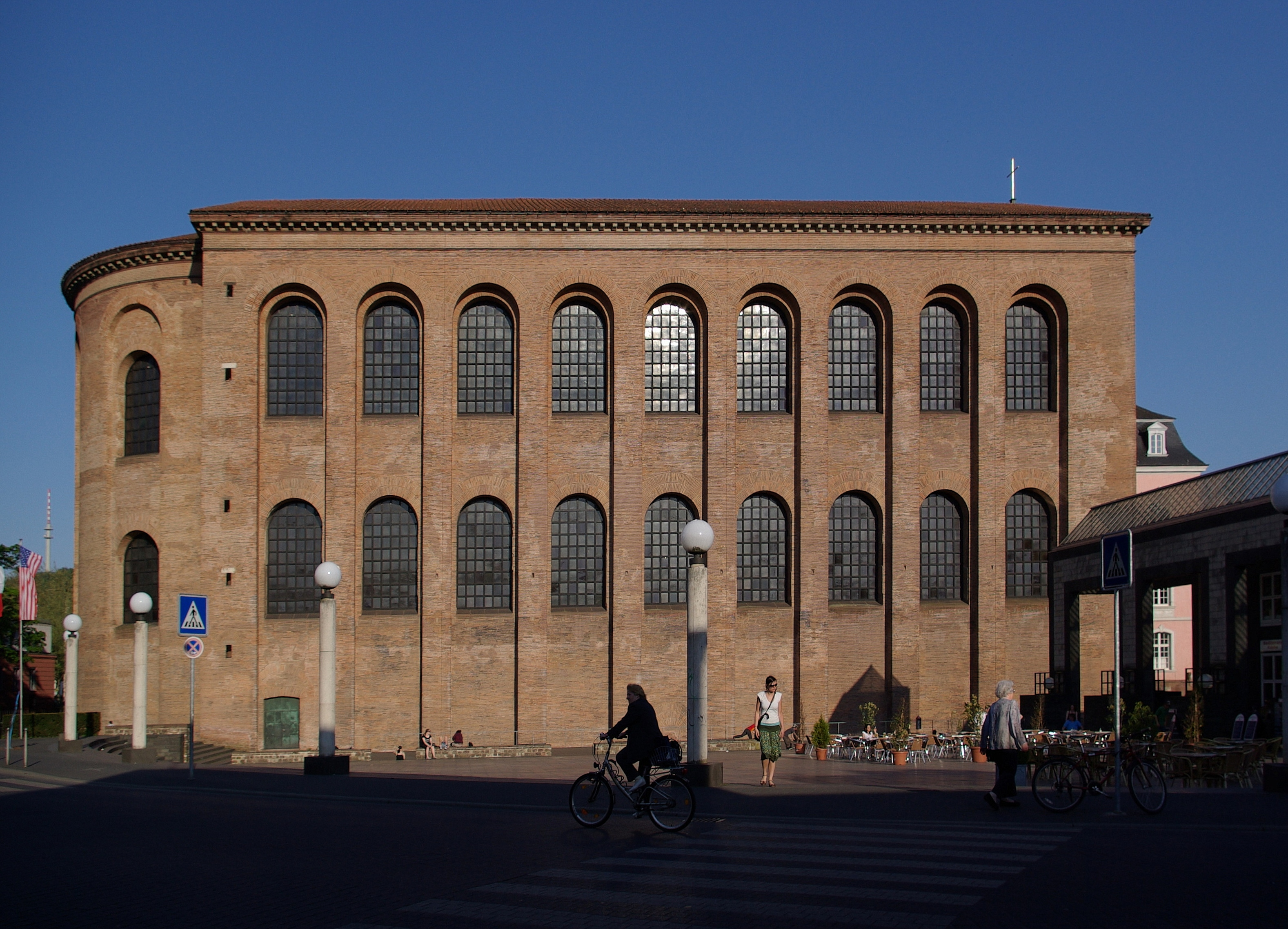
Altra inquadratura della basilica Palatina di Costantino, dall'esterno.

### Distruzione della città per mano dei barbari
Augusta Treverorum continuò a rimanere una delle città più importanti dell'intera Gallia Transalpina, anche dopo la divisione operata da Teodosio I del 395. Nel V secolo tuttavia andò incontro a un rapido declino. Il 31 dicembre 406, la Gallia fu invasa da Vandali, Alani e Suebi (o Svevi), e, anche se Treviri non è citata nell'enumerazione delle città devastate dagli invasori del Reno contenuta in un'epistola di Sofronio Eusebio Girolamo, è plausibile che abbia risentito dell'invasione. Probabilmente fu in seguito a tale invasione, che Augusta Treverorum perse di importanza, con lo spostamento della prefettura ad Arelate, sebbene la data effettiva dello spostamento della prefettura sia controversa ed alcuni studiosi sostengano che lo spostamento sarebbe avvenuta prima dell'attraversamento del Reno. Certo è che l'usurpatore Costantino III, che regnò in una Gallia devastata dalle incursioni dal 407 al 411, pose la sua sede di governo ad Arelate e trascurò alquanto la frontiera del Reno. Secondo un frammento della Storia di Renato Profuturo Frigerido, contenuto nella Historia Francorum di Gregorio di Tours, nel 411, la città dovette capitolare sotto l'avanzata delle forze dei Franchi: egli sostiene che "la città di Treviri fu saccheggiata e data alle fiamme nel corso di una seconda incursione dei Franchi".
La città conobbe un rapido declino e, secondo lo scrittore Salviano di Marsiglia, Treviri intorno al 450 era già stata espugnata e posta a sacco quattro volte dal nemico. Salviano attribuisce le devastazioni provocate dalle invasioni barbariche alla punizione divina volta a correggere la popolazione di Treviri e di altre città dell'Impero, che, invece di vivere rettamente, erano dedite a vivere una vita dissoluta. In genere gli studiosi sono propensi ad attribuire tutti i quattro sacchi della città ai Franchi.
Quando gli Unni condotti dal loro re Attila attraversarono il Reno e invasero la Gallia nel 451, espugnarono e distrussero Treviri, prima di essere respinti dall'esercito romano di Ezio rinforzato da Visigoti e altri alleati barbari. Nel 457 Treviri, insieme alla città di Colonia (Colonia Agrippina), cadde definitivamente nelle mani dei Franchi e risultò vano il tentativo da parte del magister militum romano Egidio di salvare le due città dalla capitolazione: fu sconfitto in battaglia dai Franchi e poté salvarsi solo con la fuga. Attorno agli anni settanta del V secolo si ha notizia di Arbogaste (nipote o bisnipote del magister militum Arbogaste) come comes della città, insediato, secondo Michael Rouche, dallo stesso Siagrio: se questa sovranità fu franca o romana è tutt'oggi disputato e taluni storici riportano la conquista della città da parte dei Franchi negli anni '80 del 400 o dopo, posticipando quindi la conquista franca.